# Крозиг, Сидония фон
Сидония Катя фон Крозиг (нем. Sidonie Katja von Krosigk; род. 21 октября 1989, Мюнхен) — немецкая киноактриса.

## Биография
Первый раз появилась перед камерой в телефильме «Die Rache der Carola Waas» 1999 года. Получила главную роль в фильме «Вон отсюда!», затем последовали эпизодические роли. Стала известной в 2002 году благодаря фильму «Биби – маленькая волшебница» и «Биби – маленькая волшебница и тайна ночных сов». После этого была признана СМИ лучшей молодой актрисой и озвучила главную героиню в мультфильме «Унесённые призраками».

## Фильмография
| Год  |    | Русское название                               | Оригинальное название                              | Роль              |
| ---- | -- | ---------------------------------------------- | -------------------------------------------------- | ----------------- |
| 1999 | тф |                                                | Die Rache der Carola Waas                          | Маргит            |
| 1999 | тф | Вон отсюда!                                    | Verschwinde von hier                               | Бабс              |
| 2000 | с  |                                                | Anwalt Abel                                        | Михи              |
| 2000 | тф |                                                | Autsch, du Fröhliche                               | Нина-Нена         |
| 2002 | тф |                                                | Was ist bloß mit meinen Männern los?               | Катя              |
| 2002 | ф  | Биби – маленькая волшебница                    | Bibi Blocksberg                                    | Биби Блоксберг    |
| 2002 | мф | Унесённые призраками                           | 千と千尋の神隠し                                   | Тихиро            |
| 2003 | тф | Неугомонная Паула                              | Unsre Mutter ist halt anders                       | Лиза              |
| 2004 | ф  | Биби – маленькая волшебница и тайна ночных сов | Bibi Blocksberg und das Geheimnis der blauen Eulen | Биби Блоксберг    |
| 2005 | с  |                                                | Edel & Starck                                      | Табеа Мергнер     |
| 2005 | мф | Хайди                                          | Heidi                                              | Клара             |
| 2006 | ф  | Отцы на распутье                               | Väter - Denn sie wissen nicht was sich tut         | Тильда Ляйневебер |
| 2006 | тф |                                                | Pik & Amadeus - Freunde wider Willen               | Пик               |
| 2008 | тф | Король-лягушонок                               | Der Froschkönig                                    | принцесса София   |
| 2008 | с  |                                                | Tigerenten Club                                    | играет саму себя  |
| 2008 | с  |                                                | Kinomagazin                                        |                   |
| 2009 | тф |                                                | Dr. Hope - Eine Frau gibt nicht auf                | София Глубрехт    |
| 2011 | тф |                                                | Für immer 30                                       | Лаура Виттман     |